# Myrstuguberget

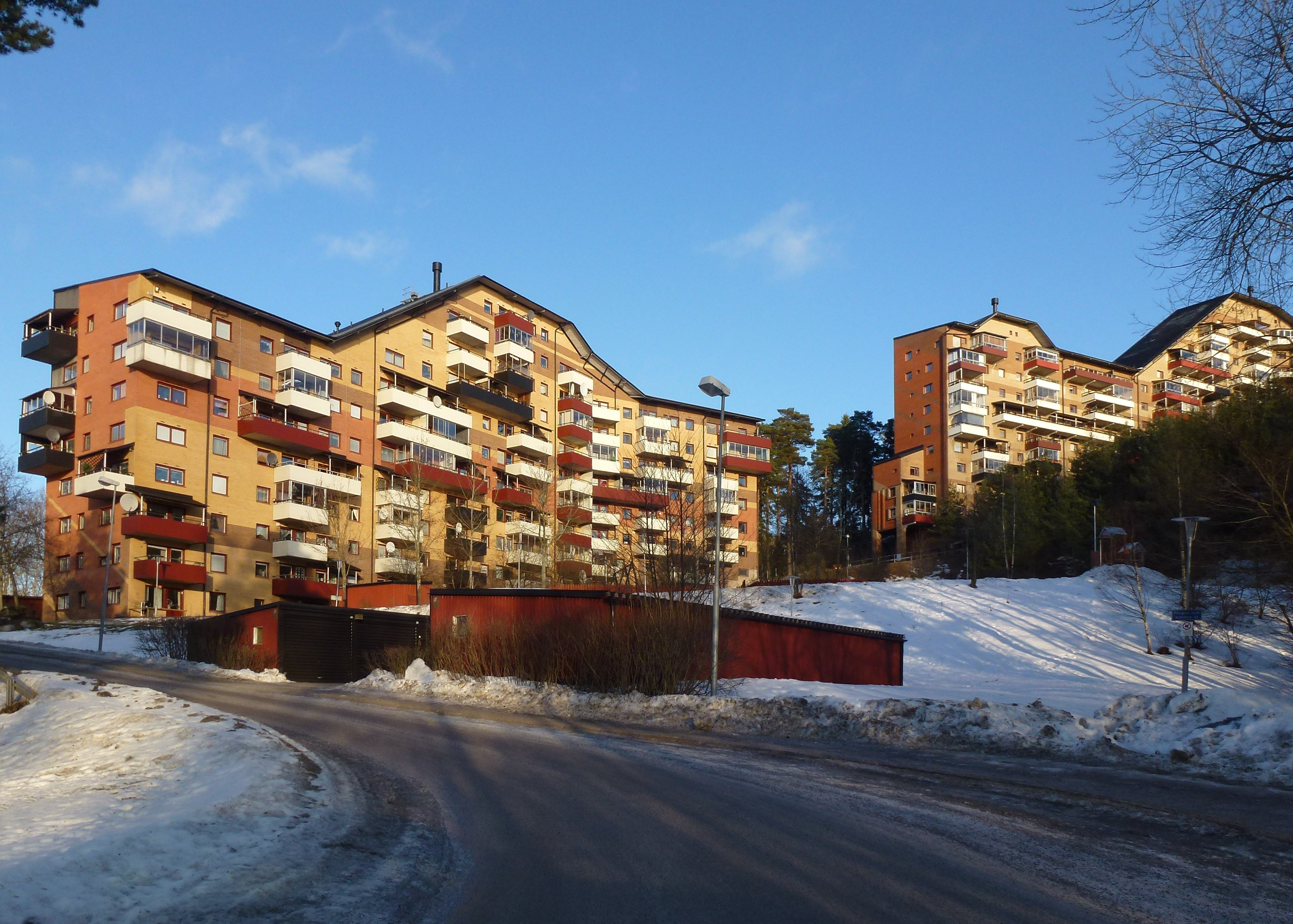
Örbrinken/Myrstuguberget, februari 2013

Myrstuguberget är ett bostadsområde i kommundelen Vårby inom Huddinge kommun, Stockholms län. Namnet kommer av båtsmanstorpet Myrstugan som låg nära Albysjön, strax öster om den nuvarande bebyggelsen. Torpet flyttades i samband med att bostadsområdet uppfördes till den så kallade Slottsparken på platsen för det numera försvunna godset Vårby Gård.

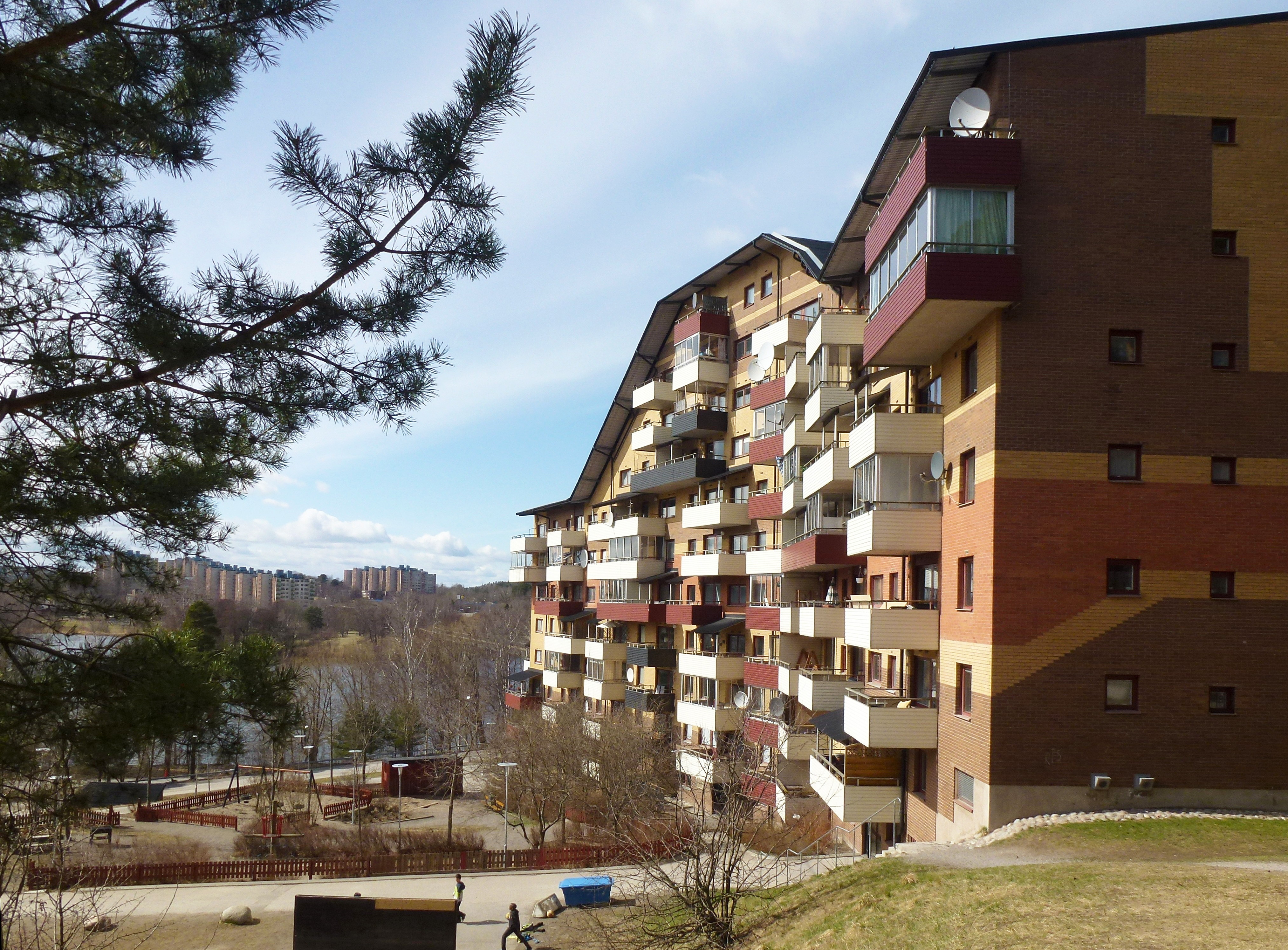
Myrstuguberget/Örbrinken, april 2013

Myrstugubergets byggnader klamrar sig fast på berget mellan Albysjön och Botkyrkaleden i Vårby, en kort bit från Masmo tunnelbanestation. Myrstuguberget var arkitekt Ralph Erskines första bostadsområde i Stockholmstrakten. Det blev klart 1986 och har 411 lägenheter och radhus i bostadsrättsföreningen Mälarblick, HSB Södertörn. Hela området vänder sig mot solen med utsikt över Mälaren. Mot norr är bostadslängan utformad som en hög skärmvägg, likt ett vindskydd. Inom området finns en lågstadieskola, en barnstuga och ett fritidshem.
Det ursprungliga projektet skiljde sig mycket från det genomförda. Erskine och hans medarbetare hade bland annat skissat på terrass- och atriumhus som klättrade på varann utmed slänten och försörjdes med snedhiss. Mitt under projekteringen såldes tomten och nedlagt arbete till HSB som ville höja antal bostäder och förenkla utförandet med standardplanlösningar och standarddetaljer. Erskine själv var inte nöjd med resultatet, mest retade han sig på utformningen av husets balkonger och långa loftgångar med fronter i grov korrugerad plåt - han utropade: "Det är totalt okultiverat!" 
Nedanför bebyggelsen står skulpturen Detta är mitt Huddinge av konstnären Acke Oldenburg. Konstverket är utformat som två svängda väggar och skildrar händelser i Oldenburgs liv i Huddinge. Verket består av 210 m² handmålad klinker och kom på plats 1990.